# Galeries Lafayette

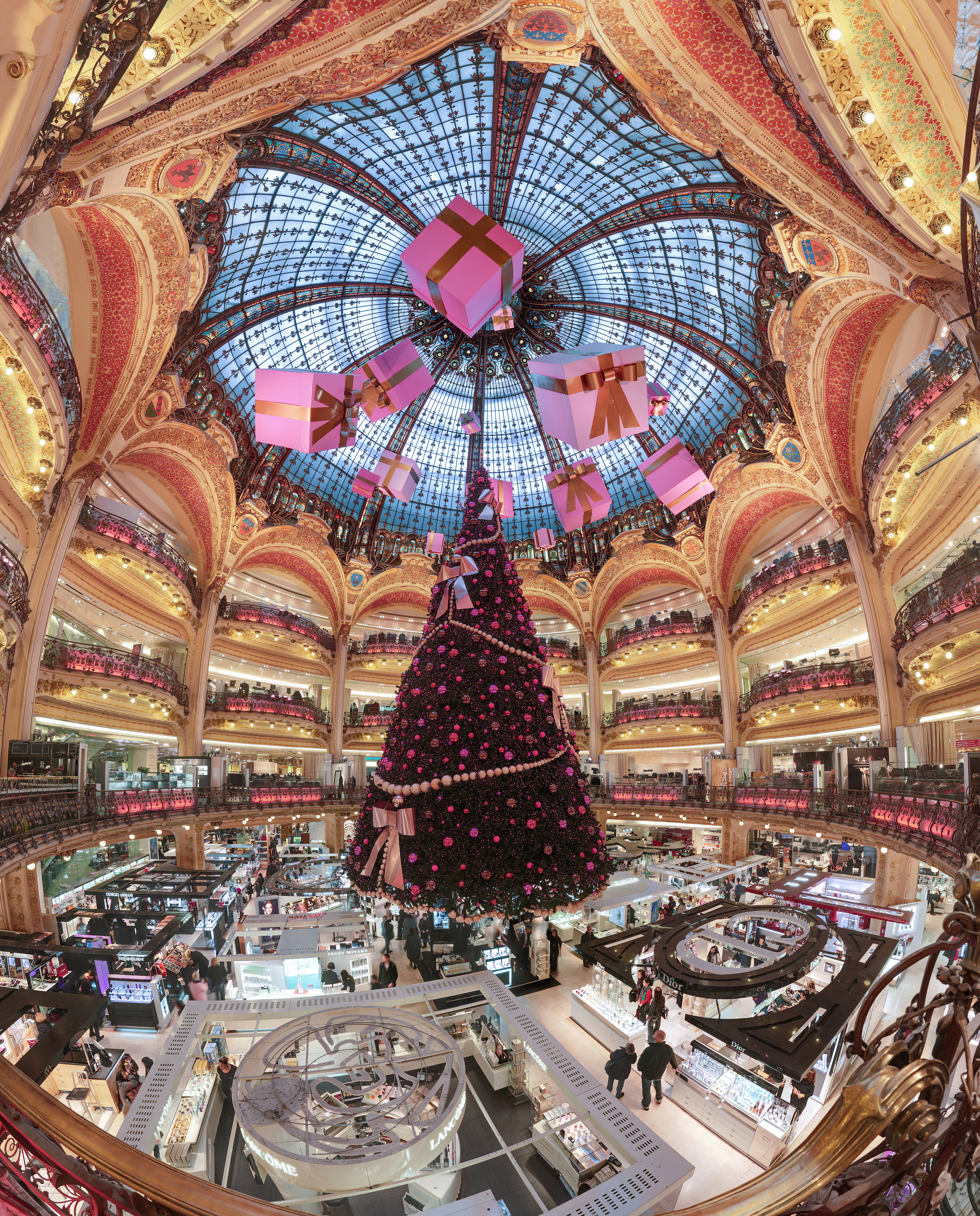
Галері Лафаєт на бульварі Осман у Парижі

«Галері́ Лафає́т» (фр. Galeries Lafayette [ɡalʁi lafajɛt]) — французька мережа універсальних магазинів.
Мережа магазинів групи Galeries Lafayette Group поширена в основному у Франції. Крім того, група має магазини у Берліні, Касабланці, Дубаї.

## Історія
1893 року кузени Теофіль Бадер і Альфонс Канн з метою створення в майбутньому великого магазину модного одягу відкрили в пожвавленому районі Парижа, неподалік від нового залізничного вокзалу, на розі вулиці Лафаєт і шосе д'Антен невелику галантерейну крамницю, яка займала лише 70 м².
1896 року кузени придбали весь будинок на вулиці Лафаєт, 1, а в наступні роки ще три будинки на бульварі Осман (38, 40, 42) та будинок на шосе д'Антен, 15. Перепланування магазину з боку бульвару Осман, яке було доручене відомому архітектору Жоржу Шедану в 1906, перетворило новий магазин на розкішну архітектурну споруду.
До 1912 будинок був перебудований в його нинішньому вигляді. Чудовий скляний купол в неовізантійському стилі, побудований із скла і сталі (архітектор Фердінанд Шану, майстер-склодув Жак Ґрюбер), з 1975 року вважається історичною пам'яткою і є окрасою магазину.
У 1980 під час «Фестивалю моди», коли Галерею Лафаєт відвідали понад 50 тисяч осіб, і без того популярний універмаг, став законодавцем мод Парижа. В наш час магазин був добудований відомим архітектором Івом Таральоном (Yves Taralon), який зберіг його традиційний стиль. Торгова площа магазину склала 18000 м².
Виставка «100 років під куполом (1912—2012)» (16 жовтня 2012 — 26 січня 2013), розгорнута в магазині на бульварі Осман, демонструє, що Галерея Лафаєт є не тільки центром торгівлі, але і важливою частиною культури французької столиці.

## Сучасність
Загальна площа магазину на бульварі Осман — понад 50 тис. м². Він включає головний магазин Lafayette Coupole (9 рівнів, на яких продається модне жіноче вбрання і дитячий одяг, парфумерія, ювелірні вироби, шкіргалантерея, сувеніри, електроніка), магазин модного одягу для чоловіків Lafayette Homme і магазин товарів домашнього побуту і меблів Lafayette Maison. Магазин співробітничає з такими грандами сучасної високої моди як Крістіан Лакруа, Крістіан Діор, Жан-Поль Ґотьє, Кензо, Кельвін Клайн, Лагерфельд, Ів Сен-Лоран, Соня Рікель, Труссарді та ін.
В Galeries Lafayette зайнято понад 12 000 працівників. Кількість магазинів 62 (з них 59 — у Франції). У 2000 чистий виторг становив 1 млрд. 621,7 млн євро, у 2011 — 2,9 млрд євро. У планах — відкриття магазинів у Джакарті і Пекіні в 2013 році, у Туреччині і Катарі — в 2015 році.

## Підрозділи
Група Galeries Lafayette має штаб-квартиру в Парижі й володіє такими підрозділами:
- Nouvelles Galeries — мережа універмагів
- Bazar de l'Hôtel de Ville (BHV) — універмаг
- MONOPRIX — супермаркет
- Prisunic — мережа популярних магазинів у Франції
- Lafayette Gourmet — магазин делікатесів
- Cofinoga — споживче кредитування
- e-LaSer — фінансове планування і оптимізація відносин з клієнтами